# Michel Lang
Michel Jules Jean Marcel Lang (* 9. Juni 1939 in Paris; † 24. April 2014 in Saint-Arnoult, Calvados, Frankreich) war ein französischer Filmregisseur, der sich in den 1970er und 1980er Jahren einen Namen mit publikumsträchtigen Filmkomödien machte.

## Leben und Wirken
Der Sohn des Finanzdirektors Henri Lang und dessen Frau Suzanne Monte ging am Pariser Lycée Chaptal zur Schule und studierte anschließend an der Sorbonne, wo er seinen Abschluss (Bachelor) in amerikanischer und französischer Literatur machte. Seine filmische Rundumausbildung erhielt Lang anschließend am renommierten Pariser Institut des hautes études cinématographiques. Mit Beginn der 1960er Jahre drehte er erstmals eigene Kurzfilme und war ansonsten primär als Regieassistent bei konventionellen und international produzierten Unterhaltungsfilmen wie OSS 117 – Pulverfaß Bahia, Diamantenbillard, Fantomas gegen Interpol, Scharfe Kurven für Madame, Haie bitten zu Tisch, Die Blonde von Peking und Zwölf plus eins aktiv.
Bereits mit seinem abendfüllenden Spielfilmregie-Debüt Her mit den kleinen Engländerinnen landete Lang 1976 einen veritablen Kassenerfolg. Luftig-leichte Sommerkomödien mit bisweilen pikanter Erotik wurden fortan Langs Spezialgebiet; vor allem mit seinen beiden Anschlusswerken Das Strandhotel und Ein pikantes Geschenk konnte er einigermaßen kommerziell an seinen Erstling wenige Jahre zuvor anschließen. Seine späteren Inszenierungen vermochten nicht mehr den Publikumsgeschmack zu erreichen, und er inszenierte fast nur noch Fernsehfilme, darunter 1991 die deutsche Produktion Mord im Atomkraftwerk. Zu den meisten seiner Arbeiten verfasste er auch das Drehbuch. Lang, der im Laufe der 2000er Jahre an Alzheimer erkrankte, starb im Frühjahr 2014 in der Normandie und wurde auf dem Friedhof Père-Lachaise in Paris begraben.

## Filmografie
- 1964: Un tout autre Visage (Kurzfilm)
- 1967: Stances à Veronique (Kurzfilm)
- 1976: Her mit den kleinen Engländerinnen (À nous les petites Anglaises!)
- 1977: Möwen mit weißen Schwingen (Une fille cousue de fil blanc)
- 1978: Das Strandhotel (L’Hôtel de la plage)
- 1979: Tous vedettes
- 1982: Ein pikantes Geschenk (Le cadeau)
- 1983: Funkelnde Liebe (L’Étincelle)
- 1984: Her mit den Jungs (À nous les garçons)
- 1986: Scheidung auf französisch (Club de rencontres)
- 1990: Duplex
- 1991: Mord im Atomkraftwerk
- 1992: Le fils d’un autre
- 1995: Bébé coup de fordre
- 1997: Sans cérémonie
- 2002: Louis la brocante (TV-Serie; Folge: Louis et les enfants perdus)

## Einzelnachweis
1. ↑  Lang-Grab im Père Lachaise